# LGA 2011
LGA 2011 (Socket R) — разъём процессоров Intel для высокопроизводительных настольных систем. Появился в 2011 году, сменив разъём LGA 1366 (Socket B). Использует 2011 подпружиненных контактов, которые соприкасаются с контактными площадками на нижней части процессора (технология LGA).
LGA 2011 использует шину QPI для соединения с дополнительным процессором в двухпроцессорных системах или с дополнительным чипсетом. Процессор выполняет функции северного моста, так как в него встроены контроллеры памяти, шины PCI-E, шины DMI, FDI и др. Процессоры LGA 2011 поддерживают четырёхканальный режим работы оперативной памяти DDR3-1600 и 40 линий PCIe 3.0. Как и в предыдущем разъёме LGA 1366, не предусмотрена поддержка для интегрированного в процессор графического адаптера. Процессоры серии Extreme Edition содержат шесть ядер с 15 МБ общей кэш-памяти. Материнские платы на базе процессорного разъёма LGA 2011 имеют 4 или 8 разъёмов DIMM, что позволяет обеспечивать максимальную поддержку 32 Гбайт, 64 Гбайт или 128 Гбайт оперативной памяти. Серверные материнские платы (например, сервер IBM System x3550) с этим сокетом имеют до 24 разъёмов DIMM (768 Гбайт ОЗУ).
LGA 2011 был представлен вместе с Sandy Bridge-EX 14 ноября 2011 года (отсюда название сокета и количества подпружиненных контактов).
Под данный сокет было выпущено 35 процессоров, которые можно разделить на две группы:
- E5 26XX — процессоры с большим количеством ядер и потоков, низкой тактовой частотой и TDP. Примеры: E5 2620, E5 2640, E5 2689[2] и т. д.;
- E5 16XX — модели с высокой производительностью на ядро и большим TDP (в среднем 130 Вт). Примеры: E5 1650, E5 1620 и т. д.

LGA 2011 также совместим с процессорами Ivy Bridge-E.

## Чипсеты
Сокет используется на материнских платах, изготовленных на базе чипсетов X79, X99, C602J, C602, C604, C606, C608, C612. Чипсеты X99 и C612 используются с DDR4.

### Чипсет X79
| Название                                       | X79                          |
| Поддержка процессоров                          | Sandy Bridge-E, Ivy Bridge-E |
| Поддержка разгона процессоров                  | Да                           |
| Встроенная графика                             | Нет                          |
| RAID 0/1/5/10                                  | Да                           |
| Максимальное количество портов USB 2.0/USB 3.0 | 14/0                         |
| Максимальное количество портов SATA 2/SATA 3   | 4/2                          |
| Количество основных линий PCIe                 | 40                           |
| Количество дополнительных линий PCIe           | 8 × PCIe 3.0 (10GT/s)        |
| PCI                                            | Да                           |
| Intel Rapid Storage Technology                 | Да                           |
| Smart Response Technology                      | Нет                          |
| Дата анонса                                    | 14.11.2011                   |

## Модификации
В первой половине 2014 года были анонсированы серверные процессоры архитектуры Ivy Bridge-EX и Haswell-EX для многопроцессорных систем и не совместимые с материнскими платами для десктопов и предыдущих семейств серверных ЦП. Хоть процессорный разъем не был переработан, но в характеристиках серверов можно встретить упоминание LGA 2011-1 или Socket R2.
В сентябре 2014 годы были анонсированы процессоры архитектур Haswell-E (EP) и Broadwell-E (EP) с наборами логики Intel X99 и C612 для домашних и серверных компьютеров соответственно, был представлен пересмотренный процессорный разъем LGA2011-3 (Socket R3).
Для сокетного разъёма LGA2011-3 (Socket R3) существует модификация биоса, которая позволяет зафиксировать максимальную частоту на все ядра серверных процессоров Xeon (так называемый «Анлок турбобуста»)[значимость факта?] в связи с чем значительно вырастает мощность серверного процессора.